# Frédéric Braconier
Joseph Charles Frédéric Braconier (Luik, 5 januari 1826 - aldaar, 27 mei 1912) was een Belgisch industrieel, volksvertegenwoordiger, senator en burgemeester.

## Biografie

### Familie
Frédéric Braconier was een telg uit het geslacht Braconier en een zoon van Joseph Braconier (1785-1858), eigenaar van steenkoolmijnen, burgemeester van Tilleur, en Claire de Thier. Hij trouwde met Joséphine Lamarche (1830-1913) die tot een aanzienlijke familie van katholieke industriëlen behoorde. Hijzelf behoorde tot een liberale familie. Ze kregen twee zoons en een dochter en waren de schoonouders van industrieel en politicus Paul Van Hoegaerden.
Hij was een neef van baron Paul de Moffarts, provincieraadslid van Luxemburg en senator, een schoonbroer van Hubert Fischbach Malacord, industrieel, burgemeester van Zelem en gedeputeerde van Limburg, en een aangetrouwde oom van Richard Lamarche, gemeenteraadslid van Luik en senator.

### Ondernemer
Hij studeerde aan de École centrale de commerce et d'industrie in Brussel en aan de École des mines van de Universiteit van Luik. Hij werd de uitbater van de koolmijnen van Horloz in Saint-Nicolas en Tilleur.
Na de dood van zijn vader werd Frédéric het onbetwiste familiehoofd in het besturen van het industrieel patrimonium, bijgestaan door zijn twee broers Léon Braconier (1830-1907) en Charles Braconier (1832-1901).
In zijn beroepsomgeving was hij:
- voorzitter van de Caisse de prévoyance des mineurs de Liège,
- medestichter van de Association charbonnière de Liège,
- lid van de Syndicat des charbonnages liégeois.

Braconier was bestuurder van talrijke ondernemingen, waar hij aandeelhouder van was, in sommige gevallen meerderheidsaandeelhouder. Zijn te vermelden:
Koolmijnen
- Charbonnages de Belle-Vue, Baisieux, Dour et Thulin
- Charbonnages des Artistes-Xhorrée et Baldaz-Lalore
- Charbonnages d'Abhooz et de Bonne-Foi Hareng (voorzitter 1899-1901)
- Charbonnage de la Grande Bacnure (voorzitter 1905-1912)
- Charbonnages du Horloz (voorzitter 1900-1912)
- Charbonnage de Basse Ransy (voorzitter 1909-1912)
- Charbonnage de la Petite Bacnure (voorzitter 1908-1912)

Spoorwegen
- Compagnie du chemin de fer Liégeois-Limbourgeois et des prolongements
- Chemins de fer des plateaux de Herve

Ondernemingen in de metallurgie
- Ateliers de construction de La Meuse (voorzitter 1896-1912)
- Société linière de Saint-Léonard (voorzitter 1894-1900)
- Société de Saint-Léonard pour la fabrication du fer et de l'acier et pour celle des outils et des machines (medestichter in 1882, voorzitter 1893-1912)
- Fabrique de Fer d'Ougrée
- Société anonyme d'Ougrée (voorzitter 1892-1899) en Société anonyme d'Ougrée-Marihaye (voorzitter 1900-1912)
- Hauts-fourneaux et aciéries de Rumelange
- Mines et fonderies de zinc de la Vieille-Montagne (ondervoorzitter 1894-1899, voorzitter 1900-1912)

Andere industriën
- Sucreries centrales de Wanze
- Société des ciments et brevets Stein
- Société du Grand Duché

Financies en immobiliën
- Caisse générale d'épargne et de retraite
- Crédit général liégeois (voorzitter 1893-1911)
- Société immobiliaire d'Anvers (voorzitter 1910-1912)

### Politicus
Braconier was gemeenteraadslid van Luik (1856-1857) en burgemeester van Modave (1878-1912) nadat hij het Kasteel van Modave had overgekocht van zijn schoonfamilie Lamarche.
In 1861 werd hij verkozen tot liberaal volksvertegenwoordiger voor het arrondissement Luik, mandaat dat hij vervulde tot hij op 14 maart 1872 verkozen werd tot senator voor hetzelfde arrondissement en dit mandaat behield tot in 1900. Gedurende veertig jaar liet hij in het parlement de gezaghebbende stem horen van de Luikse industriëlen.